# Lacinia (botanica)
Lacìnia deriva dal latino lacinia "brandello, lembo, frangia". In botanica il termine lacinia può usarsi per denominare ognuno dei lobi, stretti e generalmente terminanti in punta acuta, del calice o della corolla di un fiore, e anche le differenti strisce o segmenti in cui sono divise le foglie di alcune piante.